# Sede del Instituto del Patrimonio Cultural de España
El edificio del Instituto del Patrimonio Histórico Español también conocido como  Corona de espinas es un inmueble de la ciudad española de Madrid, sede del Instituto del Patrimonio Cultural de España. Situado en la Ciudad Universitaria, cuenta desde 2001, con el estatus de Bien de Interés Cultural. Fue proyectado por Fernando Higueras y Antonio Miró.

## Proyecto
En 1961 los arquitectos Fernando Higueras y Rafael Moneo consiguen el Premio Nacional de Arquitectura de España, con un anteproyecto de «Centro de Restauraciones Artísticas» ubicado en el mismo lugar que ocupa actualmente y con un programa similar. En el proyecto de 1965, Fernando Higueras y Antonio Miró mantuvieron el esquema circular del anteproyecto premiado, aunque disminuyendo su tamaño y formalizando el sistema constructivo mediante una modulación más regular de la estructura. El comienzo de la construcción tuvo lugar en 1967.

## Edificio
El inmueble se ubica en la calle Pintor El Greco n.º 4, en la Ciudad Universitaria de Madrid. Por Real Decreto 1261/2001 de 16 de noviembre (BOE de 30 de noviembre de 2001, n.º 287), fue declarado Bien de Interés Cultural con categoría de monumento, siendo entonces el único inmueble declarado BIC en vida de un autor.

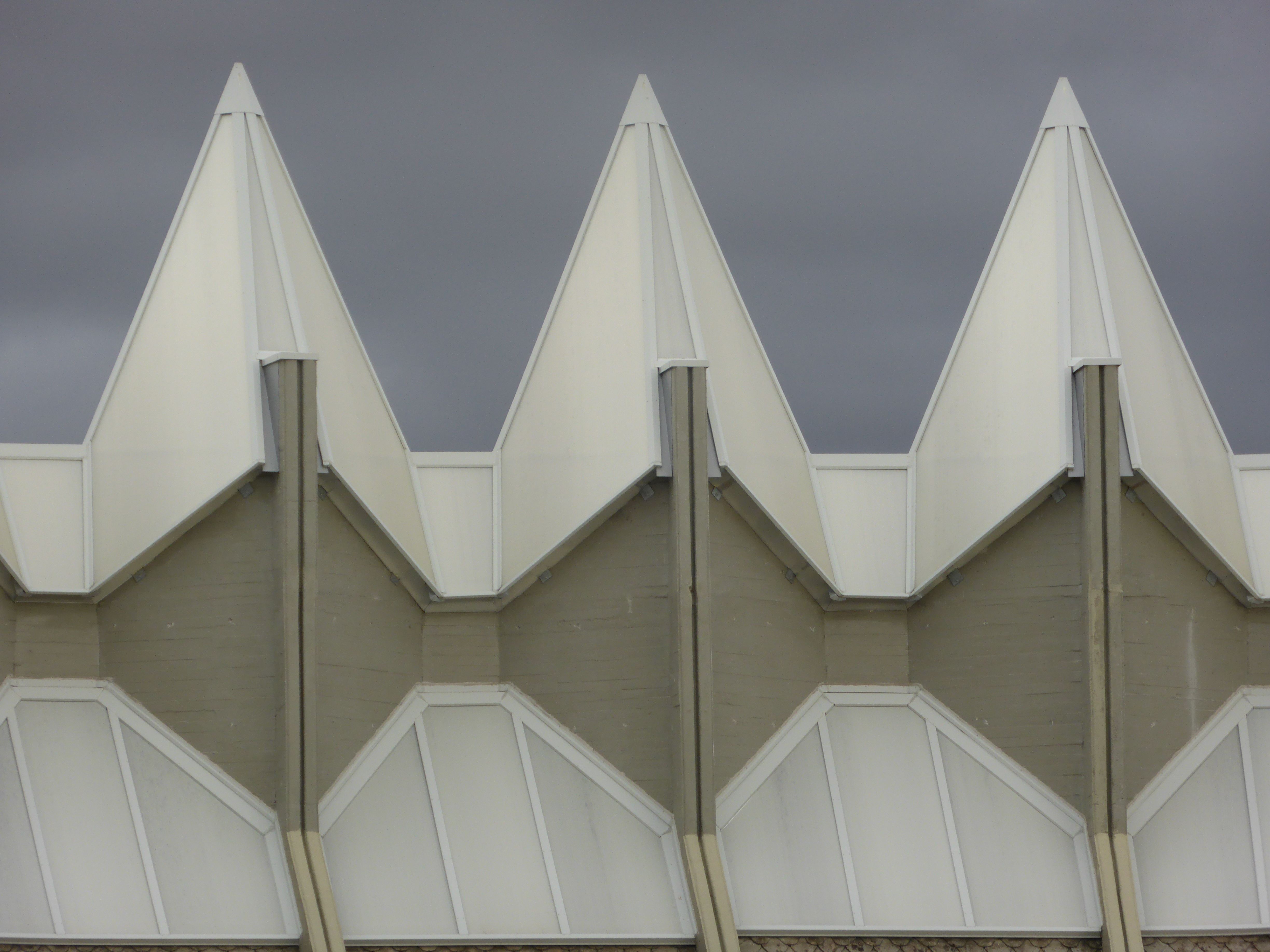
Agujas o "espinas" que coronan el inmueble.

El edificio de planta circular se inscribe en un círculo de unos 40 metros de radio, subdividido diametralmente en 30 gajos principales, que en la crujía exterior se fraccionan en dos, con lo que se manifiestan en fachada 56 módulos, de los 60 teóricos, ya que cuatro de ellos están ocupados por la escalera de acceso. En altura se desarrolla en cuatro plantas que se manifiestan en la fachada exterior, acusándose sólo dos en el claustro central, dado el retranqueo que tiene la última planta.

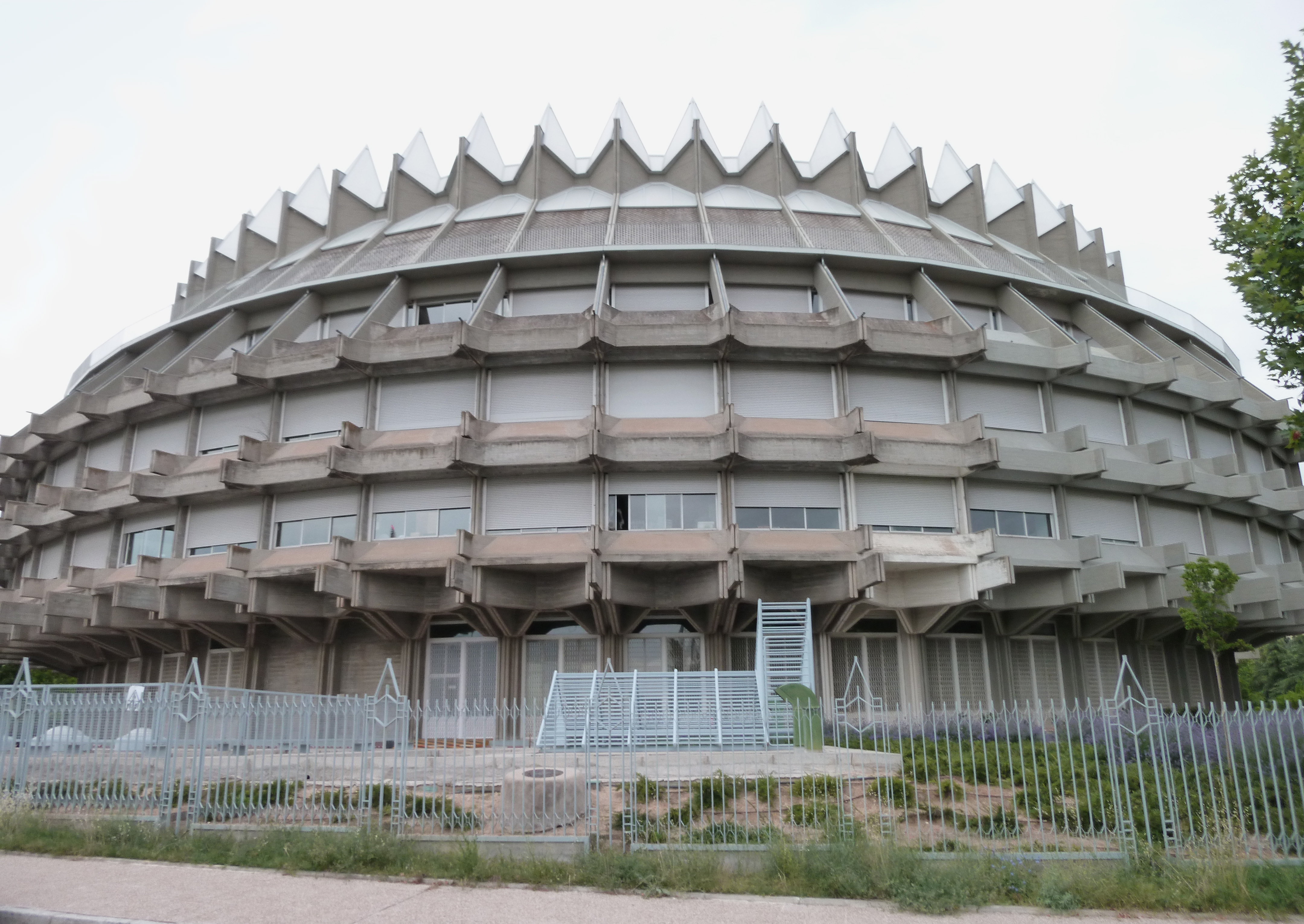
Sección de la fachada.

El aspecto total del edificio lo impone el sistema constructivo del hormigón armado, que tanto en estructura como en cerramientos exteriores queda visto, sin añadidos ni chapados. Es la estructura resistente la que presta carácter al conjunto, modulada con arreglo al tamaño de la tabla de encofrado de 8 centímetros.
Las circulaciones interiores del edificio se resuelven mediante dos núcleos de escaleras y ascensores, situados en el diámetro este-oeste, que enlazan con dos anillos concéntricos, el primero a través del claustro interior en torno al vestíbulo central; el segundo anillo enlaza todos los servicios en el interior del edificio. Las circulaciones exteriores se resuelven mediante un anillo de circulación rodado que rodea al edificio y un segundo anillo concéntrico sobre el que se desarrollan los aparcamientos de vehículos.

## Análisis arquitectónico

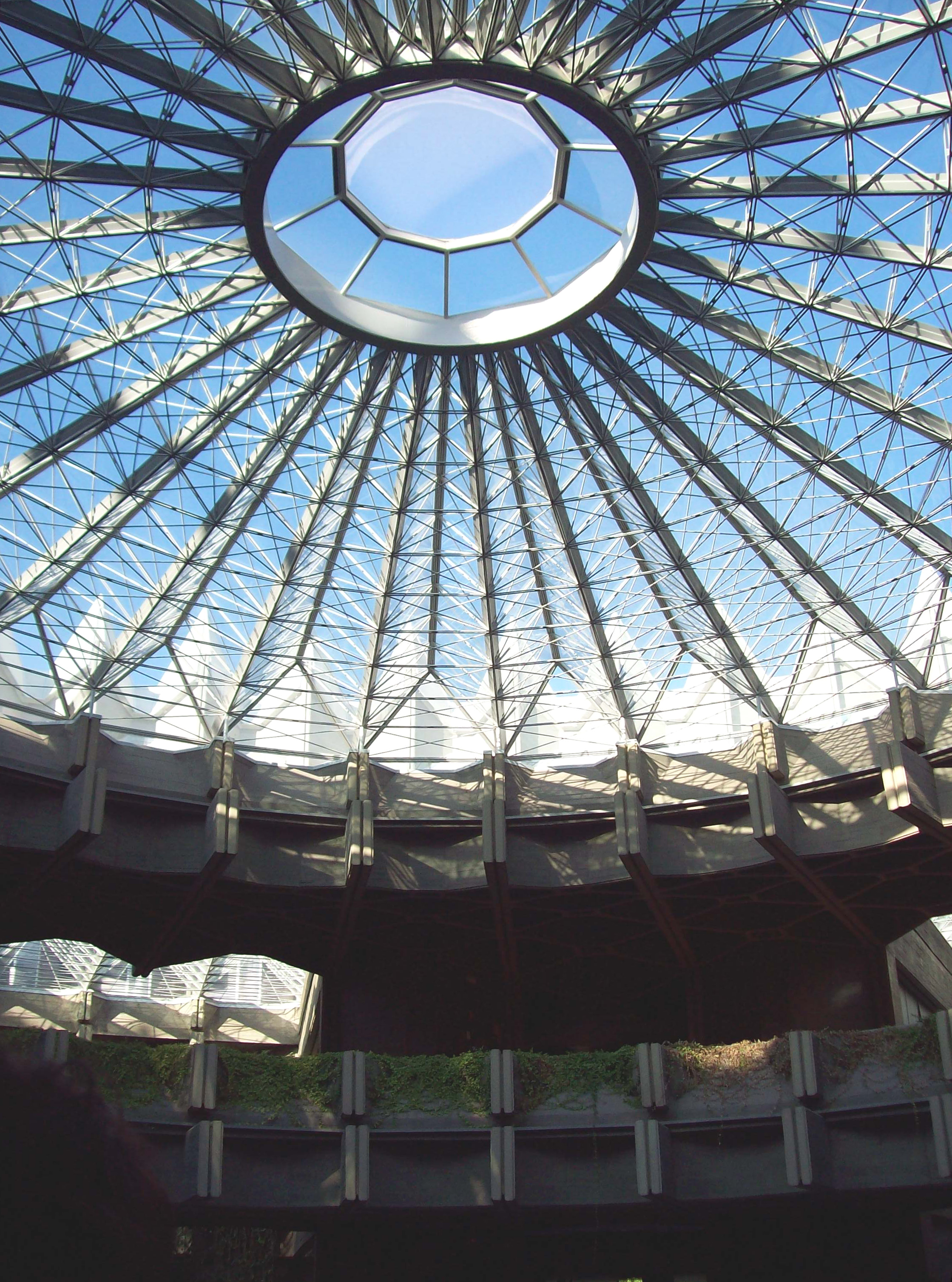
Cúpula del edificio

Como obra de arquitectura cabe encuadrarla dentro de un organicismo tardío y expresionista a la manera de Jørn Utzon, Rudolf o Eero Saarinen, donde la estructura adquiere una importancia y una presencia suficientes para definir ella misma el espacio arquitectónico. Es una obra idealista, en el sentido de aprehender el organigrama funcional para incardinarlo en el esquema apriorístico circular como símbolo que representa la armonía y la perfección.
También cabe otro nivel de simbolismo del edificio, se trata de una catedral moderna, consagrada a la conservación del patrimonio histórico español, resuelta con tecnología moderna, pero unida a un sentimiento tradicional de la disciplina, del mismo modo que los arquitectos góticos usaron sistemas repetitivos para lograr sus sublimes y complejos espacios. En este sentido, el edificio tiene matices clásicos indudables, que unido a su oposición al funcionalismo, lo convierte en un adelantado del posmodernismo, por lo que cabe considerar el edificio como una de las obras más significativas de la arquitectura española contemporánea.

## En la cultura popular
El aspecto ya mencionado del edificio como una "catedral", ha sido aprovechado como escenario y localización de producciones cinematográficas. Aparece en películas como La Piel que habito, Airbag o La tabla de Flandes. En él han rodado directores de la talla de José Luis Cuerda, Pedro Almodóvar o Álex de la Iglesia. También aparece en series de TV, como "La monja guerrera" de Netflix, donde el edificio es presentado en los capítulos finales de la segunda temporada como uno de los lugares empleados como templo por el antagonista de la historia.